# Philodendron henry-pittieri
Philodendron henry-pittieri là một loài thực vật có hoa trong họ Ráy (Araceae). Loài này được G.S.Bunting miêu tả khoa học đầu tiên năm 1975.